# Menhirs des Grées
Les menhirs des Grées sont un groupe de trois (anciennement quatre) menhirs situés à Messac dans le département français d'Ille-et-Vilaine.

## Description
Le plus grand des trois menhirs (menhir N° 1) est un bloc de quartzite de forme pyramidale, à cinq faces. Il mesure 3,60 m de haut pour une largeur maximale de 3,10 m et une épaisseur de 1,74 m. Trente mètres plus loin, il existe deux autres menhirs plus petits, également en quartzite. Le premier (menhir N° 2) mesure 1,50 m de haut sur 1,20 m de large pour une épaisseur de 0,82 m. Le second (menhir N° 3), 3,70 m plus à l'est, mesure 1,90 m de haut sur 1,10 m de large pour une épaisseur de 0,90 m. Un quatrième menhir, qui était situé entre les menhirs N° 1 et le N° 2, était encore visible mais complètement brisé vers 1950.
A 300 m au nord-est des menhirs, il existait une allée couverte, détruite en 1970, dont P. Bézier a donné une description précise. Elle se composait d'une chambre rectangulaire (7 à 8 m de long, 1,30 m de large, pour une hauteur sous dalle de 0,80 m) délimitée par quatre orthostates côté ouest et trois côté est (chacun mesurant environ 0,80 m de haut sur 1 m de long et 0,45 m d'épaisseur) et fermée au nord par une dalle de chevet (2,20 m de long, 0,65 m de haut, 0,55 m d'épaisseur).

## Folklore
Les menhirs des Grées sont des graviers que Gargantua retira de sa chaussure en franchissant la Vilaine.